# Boligee
Boligee är en kommun (town) i Greene County i Alabama. Vid 2020 års folkräkning hade Boligee 301 invånare.